# Yuk Hui
Yuk Hui es un filósofo hongkonés, profesor de filosofía y catedrático en la Universidad Erasmo de Róterdam (Países Bajos). Es conocido por sus escritos sobre filosofía y tecnología. Hui ha sido descrito como uno de los filósofos de la tecnología contemporáneos más interesantes.

## Educación
Hui estudió ingeniería informática en la Universidad de Hong Kong, escribió su tesis doctoral con el filósofo francés Bernard Stiegler en el Goldsmiths College de Londres y obtuvo su habilitación en filosofía de la tecnología en la Universidad Leuphana de Alemania.

## Carrera profesional
Hui ha enseñado en la Universidad Leuphana, la Universidad Bauhaus, la Universidad de la Ciudad de Hong Kong y ha sido profesor invitado en la Academia de Arte de China, la universidad de Tokio. Ha sido el coordinador de la Red de Investigación de Filosofía y Tecnología desde 2014 y es miembro del jurado del Premio Berggruen de Filosofía y Cultura desde 2020.

## Influencia y conceptos
Hui trabaja en la intersección entre tecnología y filosofía. Su primera monografía titulada Sobre la existencia de objetos digitales (2016), un homenaje al trabajo de Gilbert Simondon, fue precedida por Bernard Stiegler. El libro fue respaldado por Jahrbuch Technikphilosophie por tener "todas las cualidades para convertirse en un verdadero clásico en el futuro". El segundo libro de Hui, La cuestión de la tecnología en China. An Essay in Cosmotechnics (2016) es una respuesta al ensayo de Martin Heidegger de 1953 " La cuestión de la tecnología ". Hui cuestionó que el concepto de tecnología en la literatura filosófica occidental no coincida con el de China y, por lo tanto, sugirió reconstruir un pensamiento tecnológico en China. El filósofo estadounidense de la tecnología Carl Mitcham en una reseña del libro de Hui escribe: "No hay trabajo más desafiante para cualquier persona interesada en tratar de comprender tanto los múltiples desafíos filosóficos de la tecnología científica occidental como el ascenso contemporáneo de China en la escena histórica mundial."
La tercera monografía de Hui Recursividad y contingencia (2019) es un tratado filosófico de cibernética. The Philosophical Quarterly en su reseña afirma que "A pesar del lapso histórico de aproximadamente 250 años, la diversa gama de autores, disciplinas y problemas subyacentes, la recursividad y la contingencia se mantienen unidas firmemente por sus dos conceptos homónimos". El profesor Bruce Clarke en su reseña para la American Book Review afirma que " Recursividad y contingencia somete a la cibernética a una lectura genealógica masiva fundamentada en el idealismo alemán y la Naturphilosphie, demostrando sus raíces más profundas en la "condición orgánica del filosofar" desde Immanuel Kant, que ha desarrolló el concepto de lo orgánico de una manera que subordina el fenómeno de la tecnicidad a una definición más general de organismo". Hui continúa su trabajo sobre la recursividad en una secuela titulada Art and Cosmotechnics (2021).  La antología de Hui que se asemeja a sus escritos sobre política y tecnología se publicó en 2020 tanto en portugués como en español. Ha recibido muchas críticas y avales en América Latina. El diario español El Mundo lo describió como una "nueva superestrella del pensamiento".

### Tecnodiversidad y cosmotecnia
Hui es más conocido por su concepto de tecnodiversidad y cosmotecnia, que se basa en lo que él llama la antinomia de la universalidad de la tecnología.  La intención es alejarse de la concepción de una ciencia y una tecnología universales que surgieron de la modernidad occidental y alcanzaron hoy una escala mundial. Hui propone redescubrir la historia de la tecnodiversidad para cultivar diferentes concepciones de tecnología a través de diversas formas de pensamiento y práctica para inventar alternativas. Llama a otros a contribuir al proyecto de cultivar la tecnodiversidad a través de una investigación del pensamiento tecnológico a través de diferentes epistemologías para abrirse a una diversificación de tecnologías en nuestro mundo moderno. La revista Angelaki (vol. 25, número 4, 2020) y Ellul Forum (número 68, 2021) dedicaron un número especial al concepto de cosmotecnia de Hui.

### Monografías
- Sobre la existencia de los objetos digitales, pref. Bernard Stiegler,  Segovia: Materia Oscura, 2023. ISBN 9788412703405
- La Pregunta por la tecnica en China Un ensayo sobre cosmotécnica, Buenos Aires: Caja Negra, 2024. ISBN 9789878272184
- Recursividad y Contingencia, pref. Howard Caygill, Buenos Aires: Caja Negra, 2022. ISBN 9789874862365
- Art and Cosmotechnics, Minneapolis: University of Minnesota Press, 2021. ISBN 9781517909543
- Machine and Sovereignty, Minneapolis: University of Minnesota Press, 2024. ISBN 9781517917418
- Post-Europe, New York: Sequence Press/Urbanomic, 2024. ISBN 9798985423518

### Antologías
- Fragmentar el futuro: ensayos sobre tecnodiversidad, Buenos Aires: Caja Negra, 2020.ISBN 9789871622894 (español)
- Tecnodiversidad, trad. Humberto do Amaral, Sao Paolo: Ubú, 2021.ISBN 9786586497229 (portugués brasileño)
- Teknodiversitet, trad. Anders Dunker, Oslo: Existenz Forlag, 2022.ISBN 9788269190991 (noruego)
- Pensar la Contingencia. La rinascita della filosofia dopo la cibernetica , Roma: Castelvecchi, 2022.ISBN 9788832907216 (italiano)

### Edited volumes
- Philosophy after Automation, Special Issue of Philosophy Today (Volume 65, Issue 2, Spring 2021)
- On Cosmotechnics, Special Issue of Angelaki, Vol 25 Issue 4 (August 2020)
- 30 Years after Les Immatériaux: Art, Science and Theory (co-edited with Andreas Broeckmann), Meson Press, 2015. ISBN 9783957960306
- Cosmotechnics For a Renewed Concept of Technology in the Anthropocene (co-edited with Pieter Lemmens), Routledge, 2021. ISBN 9780367769369